# Wolfgang Otto
Wolfgang Günther Klaus Otto, född 23 augusti 1911 i Kattowitz, död 26 november 1989 i Geldern, var en tysk SS-Hauptscharführer och dömd krigsförbrytare. 

## Biografi

### Buchenwald
Otto, som var lärare till yrket, kommenderades den 1 september 1939 till koncentrationslägret Buchenwald. Som Stabsscharführer tjänstgjorde han bland annat som lärare för yngre Waffen-SS-reservister. Senare arbetade han som kontorist vid kommendanturen.
Otto var chef för Kommando 99, Buchenwalds avrättningskommando, och han var närvarande vid lägrets samtliga officiella avrättningar. Vid åtta tillfällen ingick han i den exekutionspluton som arkebuserade utländska spioner. Han var även en av de skyttar som avrättade lägrets tidigare kommendant Karl Koch i början av april 1945.

### Efter andra världskriget
Efter andra världskriget greps Otto av de allierade. I april 1947 ställdes han och trettio andra misstänkta krigsförbrytare inför rätta vid Buchenwaldrättegången. Den 14 augusti 1947 dömdes Otto till 20 års fängelse, vilket senare reducerades till 10 års fängelse. Han frigavs dock redan i mars 1952. Under återstoden av 1950-talet tjänstgjorde Otto inom det västtyska skolväsendet.
År 1962 inleddes en förundersökning om Ottos delaktighet i kommunistledaren Ernst Thälmanns död i Buchenwald den 18 augusti 1944. Under de följande 25 åren företogs sju rättsliga utredningar om Ottos skuld. År 1985 hölls huvudförhandling vid Landgericht Krefeld. Året därpå dömdes Otto till fyra års fängelse för medhjälp till mord. Otto behövde dock inte avtjäna detta straff på grund av hälsoskäl och 1987 upphävde Bundesgerichtshof domen.

### Webbkällor
- ”Justiz: KZ-Verbrechen: Edel georgelt” (på tyska). Der Spiegel (Hamburg: Spiegel-Verlag Augstein) XVI (25, 20 juni 1962). 1962. ISSN 0038-7452. http://www.spiegel.de/spiegel/print/d-45140536.html. Läst 14 oktober 2014.